# Phaseolus coccineus

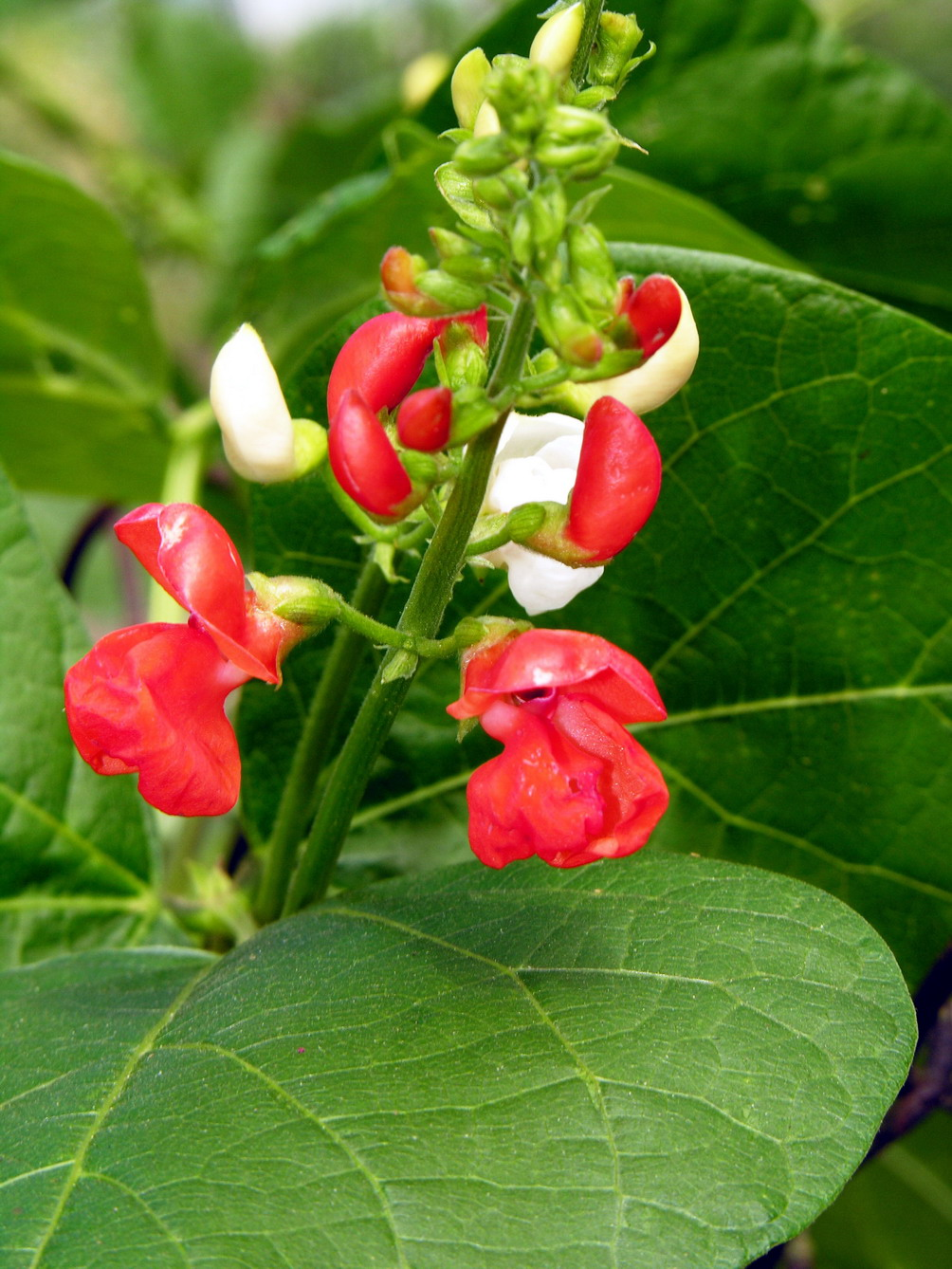

Phaseolus coccineus, conhecido pelos nomes comuns de feijão-da-espanha ou feijoca, é uma espécie trepadeira da subfamília Faboideae da família das leguminosas. Chega a medir até 4 metros de comprimento e possui flores vermelhas, vagens grossas, pendentes, e sementes alimentícias de que se faz farinha utilizada em pirão. É originária da América Central e do México, tendo sido posteriormente cultivada América do Sul, e também cultivada como ornamental. Também é conhecida pelos nomes de feijão-de-sete-anos, feijão-flor, feijão-trepador e feijoeiro-escarlate.